# サッカーセルビア・モンテネグロ代表
サッカーセルビア・モンテネグロ代表（サッカーセルビア・モンテネグロだいひょう、Фудбалска репрезентација Србије и Црне Горе/Fudbalska Reprezentacija Srbije i Crne Gore）は、セルビア・モンテネグロサッカー協会により編成されたサッカーのナショナルチームである。1992年に「ユーゴスラビア社会主義連邦共和国」が崩壊。スロベニア、クロアチア、ボスニア・ヘルツェゴビナ、マケドニア共和国がユーゴスラビアから独立した。以降ユーゴスラビア連邦のうちセルビア・モンテネグロからなる「ユーゴスラビア連邦共和国」が存続したが、2003年に穏やかな連邦制に移行したことにより「セルビア・モンテネグロ」に国名を変更した。
現在は、セルビア・モンテネグロ代表はサッカーセルビア代表とサッカーモンテネグロ代表に分裂している。
以上の点を踏まえ、1992年から2003年まで「ユーゴスラビア代表」として存続したセルビア・モンテネグロ代表と同じ枠組みで選出されるサッカーナショナルチームについても本項目で扱う。1992年以前のユーゴスラビア代表についてはサッカーユーゴスラビア代表を参照のこと。

## 概要

### 基本的なデータ
最初の試合は1994年の12月23日にブラジルのポルト・アレグレで行われたブラジルとの試合でブラジルに対して0-2で敗北した。この試合は1992年の6月に発動された国際サッカー連盟（FIFA）、欧州サッカー連盟（UEFA）によるユーゴスラビアの国際試合からの締め出しが2年6ヶ月ぶりに解除された瞬間であった。
最大失点差による敗北は2006年6月16日にドイツのゲルゼンキルヒェンで行われた2006 FIFAワールドカップのグループリーグ、対アルゼンチン戦で0-6で敗北した。
これにより次のコートジボワール戦が「セルビア・モンテネグロ代表」にとって最後の国際試合になることが決定した。コートジボワール戦は、2006年6月21日にミュンヘンで行われ、コートジボワールに対して2-3で敗北した。

### セルビア・モンテネグロ代表を後継するナショナルチーム
セルビア・モンテネグロ代表は以下の2つのナショナルチームに分裂した。
- サッカーセルビア代表
- サッカーモンテネグロ代表

この内、セルビア代表がセルビア・モンテネグロ代表の経歴と記録を引き継いだ。このため「セルビア・モンテネグロ代表」でエントリーを済ませていたユーロ2008予選にはセルビアがエントリした。一方モンテネグロはモンテネグロの独立が、2006年のワールドカップドイツ大会直前であった為、ユーロ予選にエントリする事が出来なかった。モンテネグロ協会とモンテネグロ代表は2006年9月にUEFAに対する仮加入が認められた。2007年1月にはUEFAへの正式な加入が承認され、更に5月にはFIFAへの加入も承認された。
さらにモンテネグロの独立以前の1999年からセルビア共和国の自治州であるコソボは、セルビア共和国、及びセルビア・モンテネグロの行政権から完全に独立していたが、このコソボにもナショナルチームが存在し、2016年にUEFAとFIFAへの加盟が認められた。
- サッカーコソボ代表

2016年5月にUEFAおよびFIFAへの正式加盟が承認された。ロシアワールドカップの予選抽選はすでに終了していたが、予選参加を認められエントリーされた。

## 歴史
1992年6月からセルビアとモンテネグロからなるユーゴスラビア代表は国際連合の決議に従った国際サッカー連盟と欧州サッカー連盟から国際試合からの締め出しを受け、一切の国際試合の機会を喪失した。ユーゴスラビア代表が国際試合の場に復帰するのは、1994年も押し迫った12月23日のブラジル戦からである。
その後もユーゴスラビア国内ではユーゴスラビア崩壊の混乱の影響が長く続いたが、旧ユーゴ時代からのエースで当時日本でプレーしていたドラガン・ストイコビッチらを中心に1998年フランスW杯の欧州予選を突破。本大会ではドイツ、アメリカ、イランと同一のグループを無敗の2位で通過。決勝トーナメント初戦でオランダに敗れたものの、国際試合の舞台でユーゴスラビアの存在感を見せ付けた。
続いて、1999年のユーゴスラビア空爆の中で、UEFA EURO 2000の予選を戦う。予選ではクロアチアとも戦ったが、これを突破し本戦へ進出。ベルギーとオランダで開催された本大会では、スペイン、ノルウェー、スロベニアの組を2位で突破。決勝トーナメントで再びオランダに敗北するもベスト8に入った。

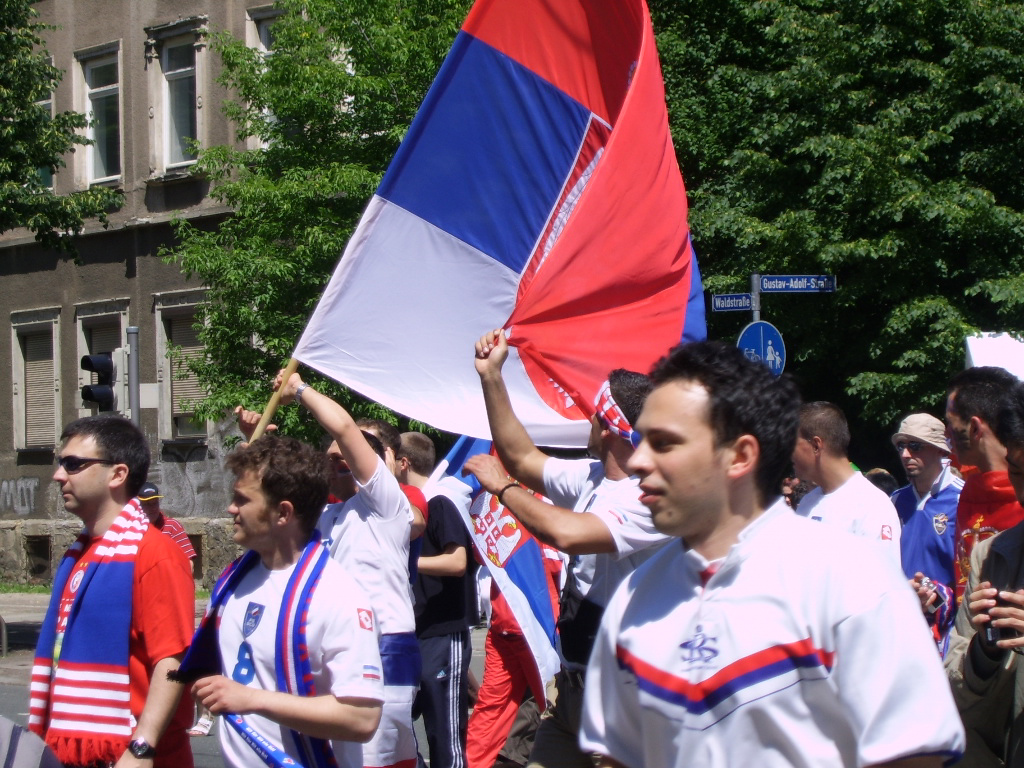
最後のワールドカップに臨むセルビア・モンテネグロサポータ。（ライプツィヒにて）ただし彼らが手にしているのはセルビアの旗である。セルビアとモンテネグロ分裂を前提とした象徴的な光景となった。

2002 FIFAワールドカップ、UEFA EURO 2004の出場は逃したが、2006 FIFAワールドカップの欧州予選はスペイン、ボスニア・ヘルツェゴビナ、ベルギー等と同組のグループを1位で通過、2大会ぶりの本大会出場を決めた。同予選では守備力の高さが際立ち、10試合での総失点をわずか1に抑えている。
2006年のワールドカップドイツ大会直前の、5月21日にモンテネグロの独立の可否を問う国民投票が成立し、欧州連合が設定した独立を認める基準を達成した。さらにワールドカップ開幕まで1週間をきった6月3日にはモンテネグロが独立を宣言した。この独立をセルビアが平和的に承認、EUも国際承認を行ったためモンテネグロの独立が確定した。ただしドイツ大会には既に「セルビア・モンテネグロ代表」でエントリしてしまっていたため、既に存在しない国家「セルビア・モンテネグロ代表」として出場する事になった。また、前回出場した98年大会では「ユーゴスラビア代表」でエントリしたため「セルビア・モンテネグロ代表」という名前で本大会に出場するのは、2006年のドイツ大会が最初で最後の大会となった。
本大会のグループCでは初戦で、ユーゴスラビア代表が最後のインターナショナルマッチを行ったオランダ、続いて1990年イタリアW杯でPK戦の末敗れた相手アルゼンチンと対戦する事になった。本大会では欧州予選を戦ったディフェンスラインを組めなかったことも影響したとはいえ、鉄壁なはずの守備陣が大崩壊。初戦のオランダ戦はアリエン・ロッベン一人に振り回される格好となり、決勝点も許して0-1で敗北。次いで2戦目となるアルゼンチン戦では0-6と内容でも終始圧倒される形で大差で敗れ去った。両チームともグループリーグ敗退が決まり消化試合と化した最終戦のコートジボワール戦はセルビア・モンテネグロとして最後の試合になった。前半20分までに2-0とリードしたものの、その後3点を奪われ逆転負け。セルビア・モンテネグロという名前での最初で最後の大会は3戦全敗でグループリーグ敗退という結果に終わった。

## ワールドカップの成績
- 1994年 - 出場資格喪失
- 1998年 - ベスト16
- 2002年 - 予選敗退
- 2006年 - グループリーグ敗退

## 欧州選手権の成績
- 2000年 - ベスト8
- 2004年 - 予選敗退

## 歴代監督
ユーゴスラビア
- 1994年 - 1998年  スロボダン・サントラチュ
- 1998年 - 1999年  ミラン・ジヴァディノヴィッチ
- 1999年 - 2000年  ヴヤディン・ボシュコヴ
- 2000年 - 2001年  イリヤ・ペトコヴィッチ
- 2001年  ミロヴァン・ジョリッチ（英語版）
- 2001年（共同監督） ヴヤディン・ボシュコヴ
- 2001年（共同監督） デヤン・サヴィチェヴィッチ
- 2001年（共同監督） イヴァン・チュルコヴィッチ（英語版）
- 2001年 - 2003年  デヤン・サヴィチェヴィッチ

セルビア・モンテネグロ
- 2003年 - 2006年  イリヤ・ペトコヴィッチ

## 選手

### 主要大会のメンバー
- FIFAワールドカップ
  - 1998 FIFAワールドカップ参加チーム
  - 2006 FIFAワールドカップ参加チーム

### GK
- ドラゴスラヴ・イェヴリッチ
- オリヴェル・コヴァチェヴィッチ
- ヴラディミル・ストイコヴィッチ

### DF
- イヴィツァ・ドラグティノヴィッチ
- ゴラン・ブニェヴチェヴィッチ
- ネマニャ・ヴィディッチ
- ゴラン・ガヴランチッチ
- ドゥシャン・バスタ
- ネナド・ジョルジェビッチ
- ミラン・ドゥディッチ
- ムラデン・クルスタイッチ

### MF
- イヴァン・エルギッチ
- イゴール・ドゥリャイ
- オグニェン・コロマン
- デヤン・スタンコビッチ
- プレドラグ・ジョルジェヴィッチ
- アルベルト・ナジ
- ズヴォニミール・ヴキッチ
- サシャ・イリッチ

### FW
- ダルコ・コバチェビッチ
- マテヤ・ケジュマン
- サボ・ミロシェビッチ
- ミルコ・ヴチニッチ
- ニコラ・ジギッチ
- ダニエル・リュボヤ